# Cassandra Jean
Cassandra Jean Whitehead (också känd som Cassandra Jean Amell), född 5 oktober 1985 i Houston i Texas, är en amerikansk skådespelerska, fotomodell och skönhetstävlingsdrottning. Hon var med i säsong fem av America's Next Top Model. Hon är sedan den 25 december 2012 gift med skådespelaren Stephen Amell, vilken hon har ett barn med, född 2013.